# Campeonato Europeo de Luge
El Campeonato Europeo de Luge es la competición más importante del deporte de luge a nivel europeo. Es organizado desde 1914 por la Federación Internacional de Luge (FIL) y en la actualidad se realiza cada año par. En el año 1988 se introdujo la competición mixta por equipos. 

## Resultados

### Masculino individual
| Núm.    | Año         | Sede                                               | Oro                                                | Plata                                              | Bronce                                             |
| ------- | ----------- | -------------------------------------------------- | -------------------------------------------------- | -------------------------------------------------- | -------------------------------------------------- |
| I       | 1914        | Reichenberg ( Austria)                             | Rudolf Kauschka Austria                            | Jakob Platzer Austria                              | Richard Simm Austria                               |
|         | 1915 – 1919 | No realizados a causa de la Primera Guerra Mundial | No realizados a causa de la Primera Guerra Mundial | No realizados a causa de la Primera Guerra Mundial | No realizados a causa de la Primera Guerra Mundial |
|         | 1920 – 1927 | Cancelados                                         | Cancelados                                         | Cancelados                                         | Cancelados                                         |
| II      | 1928        | Schreiberhau · ( Alemania)                         | Fritz Preissler Checoslovaquia                     | Rudolf Kauschka Checoslovaquia                     | Kurt Wagner · Alemania                             |
| III     | 1929        | Semmering · ( Austria)                             | Fritz Preissler Checoslovaquia                     | Robert Liebig · Alemania                           | Rudolf Dressler Checoslovaquia                     |
|         | 1930 – 1933 | Cancelados                                         | Cancelados                                         | Cancelados                                         | Cancelados                                         |
| IV      | 1934        | Ilmenau · ( Alemania)                              | Martin Tietze · Alemania                           | Rudolf Maschke Checoslovaquia                      | Alfred Posselt Checoslovaquia                      |
| V       | 1935        | Krynica · ( Polonia)                               | Martin Tietze Alemania                             | Maks Enker · Polonia                               | Bronisław Witkowski · Polonia                      |
| VI      | 1937        | Oslo · ( Noruega)                                  | Martin Tietze Alemania                             | Vilhelm Klavenæs · Noruega                         | Harald Seegard · Noruega                           |
| VII     | 1938        | Salzburg · ( Austria)                              | Martin Tietze Alemania                             | Walter Kluge Alemania                              | Rudolf Hermann Checoslovaquia                      |
| VIII    | 1939        | Reichenberg ( Alemania)                            | Fritz Preissler Checoslovaquia                     | Martin Tietze Alemania                             | Gustav Ježek Checoslovaquia                        |
|         | 1940 – 1950 | No realizados a causa de la Segunda Guerra Mundial | No realizados a causa de la Segunda Guerra Mundial | No realizados a causa de la Segunda Guerra Mundial | No realizados a causa de la Segunda Guerra Mundial |
| IX      | 1951        | Igls · ( Austria)                                  | Paul Aste · Austria                                | Willi Lache · Austria                              | Hermann Mayregger · Austria                        |
| X       | 1952        | Garmisch-Partenkirchen ( RFA)                      | Rudolf Maschke RFA                                 | Paul Aste · Austria                                | Albert Krauss · Austria                            |
| XI      | 1953        | Cortina d'Ampezzo · ( Italia)                      | Paul Aste · Austria                                | Heinrich Isser · Austria                           | Willi Lache · Austria                              |
| XII     | 1954        | Davos · ( Suiza)                                   | Fritz Kienzl · Austria                             | Willi Lache · Austria                              | Josef Strillinger RFA                              |
| XIII    | 1955        | Hahnenklee ( RFA)                                  | Paul Aste · Austria                                | Albert Krauss RFA                                  | Johann Stangl · Austria                            |
| XIV     | 1956        | Imst · ( Austria)                                  | Josef Isser · Austria                              | Hans Krausner · Austria                            | Erich Raffl · Austria                              |
|         | 1957 – 1961 | Cancelados                                         | Cancelados                                         | Cancelados                                         | Cancelados                                         |
| XV      | 1962        | Weissenbach · ( Austria)                           | Josef Lenz RFA                                     | Anton Venier · Austria                             | Zdzisław Siuda · Polonia                           |
|         | 1963 – 1966 | Cancelados                                         | Cancelados                                         | Cancelados                                         | Cancelados                                         |
| XVI     | 1967        | Königssee ( RFA)                                   | Leonhard Nagenrauft RFA                            | Fritz Nachmann RFA                                 | Józef Matlak · Polonia                             |
|         | 1968 – 1969 | Cancelados                                         | Cancelados                                         | Cancelados                                         | Cancelados                                         |
| XVII    | 1970        | Hammarstrand · ( Suecia)                           | Harald Ehrig RDA                                   | Wolfgang Scheidel RDA                              | Horst Hörnlein RDA                                 |
| XVIII   | 1971        | Imst · ( Austria)                                  | Horst Hörnlein RDA                                 | Wolfgang Scheidel RDA                              | Manfred Schmid · Austria                           |
| XIX     | 1972        | Königssee ( RFA)                                   | Wolfram Fiedler RDA                                | Harald Ehrig RDA                                   | Leonhard Nagenrauft RFA                            |
| XX      | 1973        | Königssee ( RFA)                                   | Hans Rinn RDA                                      | Josef Fendt RFA                                    | Manfred Schmid · Austria                           |
| XXI     | 1974        | Imst · ( Austria)                                  | Hans Rinn RDA                                      | Manfred Schmid · Austria                           | Rudolf Schmid · Austria                            |
| XXII    | 1975        | Valdaora · ( Italia)                               | Dettlef Günther RDA                                | Wolfram Fiedler RDA                                | Hans Rinn RDA                                      |
| XXIII   | 1976        | Hammarstrand · ( Suecia)                           | Wolfram Fiedler RDA                                | Michael Gärdebäck · Suecia                         | Hans-Heinrich Winkler RDA                          |
| XXIV    | 1977        | Königssee ( RFA)                                   | Anton Winkler RFA                                  | Hans Rinn RDA                                      | Karl Brunner · Italia                              |
| XXV     | 1978        | Hammarstrand · ( Suecia)                           | Paul Hildgartner · Italia                          | Hans Rinn RDA                                      | Vladimir Zhitov URSS                               |
| XXVI    | 1979        | Oberhof ( RDA)                                     | Hans Rinn RDA                                      | Dettlef Günther RDA                                | Bernhard Glass RDA                                 |
| XXVII   | 1980        | Valdaora · ( Italia)                               | Karl Brunner · Italia                              | Paul Hildgartner · Italia                          | Ernst Haspinger · Italia                           |
| XXVIII  | 1982        | Winterberg ( RFA)                                  | Uwe Handrich RDA                                   | Serguei Danilin URSS                               | Ernst Haspinger · Italia                           |
| XXIX    | 1984        | Valdaora · ( Italia)                               | Paul Hildgartner · Italia                          | Norbert Huber · Italia                             | Ernst Haspinger · Italia                           |
| XXX     | 1986        | Hammarstrand · ( Suecia)                           | Serguei Danilin URSS                               | Jens Müller RDA                                    | Michael Walter RDA                                 |
| XXXI    | 1988        | Königssee ( RFA)                                   | Georg Hackl RFA                                    | Markus Prock · Austria                             | Johannes Schettel RFA                              |
| XXXII   | 1990        | Igls · ( Austria)                                  | Georg Hackl RFA                                    | Markus Prock · Austria                             | Jens Müller RDA                                    |
| XXXIII  | 1992        | Winterberg · ( Alemania)                           | René Friedl · Alemania                             | Norbert Huber · Italia                             | Georg Hackl · Alemania                             |
| XXXIV   | 1994        | Königssee · ( Alemania)                            | Markus Prock · Austria                             | Georg Hackl · Alemania                             | Armin Zöggeler · Italia                            |
| XXXV    | 1996        | Sigulda ( Letonia)                                 | Jens Müller · Alemania                             | Albert Demchenko · Rusia                           | Markus Schmidt · Austria                           |
| XXXVI   | 1998        | Oberhof · ( Alemania)                              | Markus Prock · Austria                             | Karsten Albert · Alemania                          | Norbert Huber · Italia                             |
| XXXVII  | 2000        | Winterberg · ( Alemania)                           | Jens Müller · Alemania                             | Georg Hackl · Alemania                             | Armin Zöggeler · Italia                            |
| XXXVIII | 2002        | Altenberg · ( Alemania)                            | Markus Prock · Austria                             | Denis Geppert · Alemania                           | Armin Zöggeler · Italia                            |
| XXXIX   | 2004        | Oberhof · ( Alemania)                              | Armin Zöggeler · Italia                            | David Möller · Alemania                            | Jaroslav Slávik · Eslovaquia                       |
| XL      | 2006        | Winterberg · ( Alemania)                           | Albert Demchenko · Rusia                           | Armin Zöggeler · Italia                            | David Möller · Alemania                            |
| XLI     | 2008        | Cesana · ( Italia)                                 | Armin Zöggeler · Italia                            | Albert Demchenko · Rusia                           | David Möller · Alemania                            |
| XLII    | 2010        | Sigulda ( Letonia)                                 | Albert Demchenko · Rusia                           | Wolfgang Kindl · Austria                           | Daniel Pfister · Austria                           |
| XLIII   | 2012        | Paramonovo · ( Rusia)                              | Andi Langenhan · Alemania                          | Armin Zöggeler · Italia                            | Felix Loch · Alemania                              |
| XLIV    | 2013        | Oberhof · ( Alemania)                              | Felix Loch · Alemania                              | Andi Langenhan · Alemania                          | Johannes Ludwig · Alemania                         |
| XLV     | 2014        | Sigulda ( Letonia)                                 | Armin Zöggeler · Italia                            | Johannes Ludwig · Alemania                         | Dominik Fischnaller · Italia                       |
| XLVI    | 2015        | Sochi · ( Rusia)                                   | Semion Pavlichenko · Rusia                         | Alexandr Peretiaguin · Rusia                       | Felix Loch · Alemania                              |
| XLVII   | 2016        | Altenberg · ( Alemania)                            | Felix Loch · Alemania                              | Roman Repilov · Rusia                              | Ralf Palik · Alemania                              |
| XLVIII  | 2017        | Königssee · ( Alemania)                            | Semion Pavlichenko · Rusia                         | Ralf Palik · Alemania                              | Wolfgang Kindl · Austria                           |
| XLIX    | 2018        | Sigulda ( Letonia)                                 | Semion Pavlichenko · Rusia                         | Felix Loch · Alemania                              | Roman Repilov · Rusia                              |
| L       | 2019        | Oberhof · ( Alemania)                              | Semion Pavlichenko · Rusia                         | Roman Repilov · Rusia                              | Kristers Aparjods Letonia                          |
| LI      | 2020        | Lillehammer · ( Noruega)                           | Dominik Fischnaller · Italia                       | Semion Pavlichenko · Rusia                         | Roman Repilov · Rusia                              |
| LII     | 2021        | Sigulda ( Letonia)                                 | Felix Loch · Alemania                              | Johannes Ludwig · Alemania                         | Dominik Fischnaller · Italia                       |
| LIII    | 2022        | St. Moritz · ( Suiza)                              | Wolfgang Kindl · Austria                           | Kristers Aparjods Letonia                          | Nico Gleirscher · Austria                          |
| LIV     | 2023        | Sigulda ( Letonia)                                 | Max Langenhan · Alemania                           | Felix Loch · Alemania                              | Kristers Aparjods Letonia                          |
| LV      | 2024        | Igls · ( Austria)                                  | Jonas Müller · Austria                             | Nico Gleirscher · Austria                          | Max Langenhan · Alemania                           |
| LVI     | 2025        | Winterberg · ( Alemania)                           | Jonas Müller · Austria                             | Max Langenhan · Alemania                           | Nico Gleirscher · Austria                          |

#### Medallero histórico
- Actualizado a Winterberg 2025.

| Núm. | País           | Oro | Plata | Bronce | Total |
| ---- | -------------- | --- | ----- | ------ | ----- |
| 1    | Alemania       | 27  | 26    | 18     | 71    |
| 2    | Austria        | 12  | 12    | 14     | 38    |
| 3    | Rusia          | 7   | 7     | 3      | 17    |
| 4    | Italia         | 7   | 5     | 10     | 22    |
| 5    | Checoslovaquia | 3   | 2     | 4      | 9     |
| 6    | Polonia        | 0   | 1     | 3      | 4     |
| 7    | Letonia        | 0   | 1     | 2      | 3     |
| 7    | Noruega        | 0   | 1     | 1      | 2     |
| 9    | Suecia         | 0   | 1     | 0      | 1     |
| 10   | Eslovaquia     | 0   | 0     | 1      | 1     |
|      | TOTAL          | 56  | 56    | 56     | 168   |

### Masculino doble
| Núm.    | Año         | Sede                                               | Oro                                                | Plata                                                | Bronce                                                                                             |
| ------- | ----------- | -------------------------------------------------- | -------------------------------------------------- | ---------------------------------------------------- | -------------------------------------------------------------------------------------------------- |
| I       | 1914        | Reichenberg ( Austria)                             | Erwin Posselt Karl Löbelt Austria                  | Rudolf Kauschka Hans Gfäller Austria                 | Arthur Klamt Bertold Posselt Austria                                                               |
|         | 1915 – 1919 | No realizados a causa de la Primera Guerra Mundial | No realizados a causa de la Primera Guerra Mundial | No realizados a causa de la Primera Guerra Mundial   | No realizados a causa de la Primera Guerra Mundial                                                 |
|         | 1920 – 1927 | Cancelados                                         | Cancelados                                         | Cancelados                                           | Cancelados                                                                                         |
| II      | 1928        | Schreiberhau · ( Alemania)                         | Herbert Elger · Wilhelm Adolf · Alemania           | Richard Feist · Walter Feist · Alemania              | Alfred Posselt Fritz Posselt Checoslovaquia                                                        |
| III     | 1929        | Semmering · ( Austria)                             | Richard Feist · Walter Feist · Alemania            | Rudolf Kauschka Fritz Preissler Checoslovaquia       | Franz Stecker · Ferdinand Wiesner · Austria                                                        |
|         | 1930 – 1933 | Cancelados                                         | Cancelados                                         | Cancelados                                           | Cancelados                                                                                         |
| IV      | 1934        | Ilmenau · ( Alemania)                              | Walter Feist · Walter Kluge · Alemania             | Rudolf Hermann Rudolf Maschke Checoslovaquia         | Josef Heller Albert Krauss Checoslovaquia                                                          |
| V       | 1935        | Krynica · ( Polonia)                               | Walter Feist Walter Kluge Alemania                 | Martin Tietze Kurt Weidner Alemania                  | Hans Taubner Hugo Schöler Checoslovaquia                                                           |
| VI      | 1937        | Oslo · ( Noruega)                                  | Martin Tietze Kurt Weidner Alemania                | Walter Feist Walter Kluge Alemania                   | Rudolf Maschke Albert Krauss Checoslovaquia                                                        |
| VII     | 1938        | Salzburg · ( Austria)                              | Walter Feist Walter Kluge Alemania                 | Viktor Schubert Werner Rüger Alemania                | Rudolf Maschke Erhard Grundmann Checoslovaquia                                                     |
| VIII    | 1939        | Reichenberg ( Alemania)                            | Walter Feist Walter Kluge Alemania                 | Viktor Schubert Erhard Körner Alemania               | Rudolf Hermann Albert Krauss Checoslovaquia                                                        |
|         | 1940 – 1950 | No realizados a causa de la Segunda Guerra Mundial | No realizados a causa de la Segunda Guerra Mundial | No realizados a causa de la Segunda Guerra Mundial   | No realizados a causa de la Segunda Guerra Mundial                                                 |
| IX      | 1951        | Igls · ( Austria)                                  | Hans Krausner · Rudolf Peyfuss · Austria           | Heinrich Isser · Josef Isser · Austria               | Norbert Steixner · Adolf Hofer · Austria                                                           |
| X       | 1952        | Garmisch-Partenkirchen ( RFA)                      | Paul Aste · Heinrich Isser · Austria               | Hans Krausner · Luis Schlögl · Austria               | Willi Lache · Josef Isser · Austria                                                                |
| XI      | 1953        | Cortina d'Ampezzo · ( Italia)                      | Hans Krausner · Willi Lache · Austria              | Paul Aste · Heinrich Isser · Austria                 | Erich Raffl · Stefan Schöpf · Austria                                                              |
| XII     | 1954        | Davos · ( Suiza)                                   | Josef Isser · Maria Isser · Austria                | Josef Feistmantl · Richard Feistmantl · Austria      | Hans Krausner · Josef Leistentritt · Austria                                                       |
| XIII    | 1955        | Hahnenklee ( RFA)                                  | Paul Aste · Heinrich Isser · Austria               | Hermann Küppel Dietrich Schmidt RFA                  | Hermann Mayr Erhard Grundmann RFA                                                                  |
| XIV     | 1956        | Imst · ( Austria)                                  | Wilhelm Leimgruber · Josef Unterfrauner · Austria  | Erich Raffl · Stefan Schöpf · Austria                | Josef Thaler · Luis Posch · Austria                                                                |
|         | 1957 – 1961 | Cancelados                                         | Cancelados                                         | Cancelados                                           | Cancelados                                                                                         |
| XV      | 1962        | Weissenbach · ( Austria)                           | Anton Venier · Ewald Walch · Austria               | Josef Feistmantl · Manfred Stengl · Austria          | Reinhold Frosch · Ludwig Gassner · Austria                                                         |
|         | 1963 – 1966 | Cancelados                                         | Cancelados                                         | Cancelados                                           | Cancelados                                                                                         |
| XVI     | 1967        | Königssee ( RFA)                                   | Josef Feistmantl · Wilhelm Bichl · Austria         | Helmut Thaler · Reinhold Senn · Austria              | Ryszard Gawior · Zbigniew Gawior · Polonia                                                         |
|         | 1968 – 1969 | Cancelados                                         | Cancelados                                         | Cancelados                                           | Cancelados                                                                                         |
| XVII    | 1970        | Hammarstrand · ( Suecia)                           | Horst Hörnlein Reinhard Bredow RDA                 | Rudolf Schmid · Franz Schachner · Austria            | Manfred Schmid · Ewald Walch · Austria                                                             |
| XVIII   | 1971        | Imst · ( Austria)                                  | Paul Hildgartner · Walter Plaikner · Italia        | Manfred Schmid · Ewald Walch · Austria               | Tadeusz Radwan · Janusz Krawczyk · Polonia                                                         |
| XIX     | 1972        | Königssee ( RFA)                                   | Horst Hörnlein Reinhard Bredow RDA                 | Hans Brandner Balthasar Schwarm RFA                  | Peter Reichenwallner Rudolf Größwang RFA                                                           |
| XX      | 1973        | Königssee ( RFA)                                   | Hans Rinn Norbert Hahn RDA                         | Bernd Hahn Ulrich Hahn RDA                           | Hans Brandner Balthasar Schwarm RFA                                                                |
| XXI     | 1974        | Imst · ( Austria)                                  | Paul Hildgartner · Walter Plaikner · Italia        | Hans Rinn Norbert Hahn RDA                           | Roman Hurej · Józef Pietrończyk · Polonia                                                          |
| XXII    | 1975        | Valdaora · ( Italia)                               | Hans Rinn Norbert Hahn RDA                         | Horst Müller Hans-Jörg Neumann RDA                   | Bernd Hahn Ulrich Hahn RDA                                                                         |
| XXIII   | 1976        | Hammarstrand · ( Suecia)                           | Bernd Dreyer Roland Herdmann RDA                   | Asle Strand · Helge Svensen · Noruega                | Dainis Bremse Aigars Krikis URSS                                                                   |
| XXIV    | 1977        | Königssee ( RFA)                                   | Hans Brandner Balthasar Schwarm RFA                | Hans Rinn Norbert Hahn RDA                           | Stefan Hölzlwimmer Rudolf Größwang RFA                                                             |
| XXV     | 1978        | Hammarstrand · ( Suecia)                           | Hans Rinn Norbert Hahn RDA                         | Bernd Hahn Ulrich Hahn RDA                           | Jindřich Zeman Vladimír Resl Checoslovaquia                                                        |
| XXVI    | 1979        | Oberhof ( RDA)                                     | Bernd Oberhoffner Jörg-Dieter Ludwig RDA           | Hans Rinn Norbert Hahn RDA                           | Karl Brunner · Peter Gschnitzer · Italia                                                           |
| XXVII   | 1980        | Valdaora · ( Italia)                               | Hans Rinn Norbert Hahn RDA                         | Bernd Hahn Ulrich Hahn RDA                           | Hans Brandner Balthasar Schwarm RFA                                                                |
| XXVIII  | 1982        | Winterberg ( RFA)                                  | Günther Lemmerer · Reinhold Sulzbacher · Austria   | Hans Rinn Jörg-Dieter Ludwig RDA                     | Hans Stanggassinger Franz Wembacher RFA                                                            |
| XXIX    | 1984        | Valdaora · ( Italia)                               | Helmut Brunner · Walter Brunner · Italia           | Hans Stanggassinger Franz Wembacher RFA              | Hansjörg Raffl · Norbert Huber · Italia                                                            |
| XXX     | 1986        | Hammarstrand · ( Suecia)                           | Yevgueni Belousov Alexandr Beliakov URSS           | Jörg Hoffmann Jochen Pietzsch RDA                    | Hansjörg Raffl · Norbert Huber · Italia                                                            |
| XXXI    | 1988        | Königssee ( RFA)                                   | Thomas Schwab Wolfgang Staudinger RFA              | Hansjörg Raffl · Norbert Huber · Italia              | Yevgueni Belousov Alexandr Beliakov URSS                                                           |
| XXXII   | 1990        | Igls · ( Austria)                                  | Jörg Hoffmann Jochen Pietzsch RDA                  | Hansjörg Raffl · Norbert Huber · Italia              | Stefan Krauße Jan Behrendt RDA                                                                     |
| XXXIII  | 1992        | Winterberg · ( Alemania)                           | Hansjörg Raffl · Norbert Huber · Italia            | Kurt Brugger · Wilfried Huber · Italia               | Stefan Krauße · Jan Behrendt · Alemania                                                            |
| XXXIV   | 1994        | Königssee · ( Alemania)                            | Hansjörg Raffl · Norbert Huber · Italia            | Kurt Brugger · Wilfried Huber · Italia               | Yves Mankel · Thomas Rudolph · Alemania                                                            |
| XXXV    | 1996        | Sigulda ( Letonia)                                 | Stefan Krauße · Jan Behrendt · Alemania            | Gerhard Plankensteiner · Oswald Haselrieder · Italia | Albert Demchenko · Semion Kolobayev · Rusia                                                        |
| XXXVI   | 1998        | Oberhof · ( Alemania)                              | Stefan Krauße · Jan Behrendt · Alemania            | Steffen Skel · Steffen Wöller · Alemania             | Tobias Schiegl · Markus Schiegl · Austria                                                          |
| XXXVII  | 2000        | Winterberg · ( Alemania)                           | Patric Leitner · Alexander Resch · Alemania        | Steffen Skel · Steffen Wöller · Alemania             | Tobias Schiegl · Markus Schiegl · Austria                                                          |
| XXXVIII | 2002        | Altenberg · ( Alemania)                            | Patric Leitner · Alexander Resch · Alemania        | Tobias Schiegl · Markus Schiegl · Austria            | Gerhard Plankensteiner · Oswald Haselrieder · Italia                                               |
| XXXIX   | 2004        | Oberhof · ( Alemania)                              | Steffen Skel · Steffen Wöller · Alemania           | Christian Oberstolz · Patrick Gruber · Italia        | Andreas Linger · Wolfgang Linger · Austria                                                         |
| XL      | 2006        | Winterberg · ( Alemania)                           | Patric Leitner · Alexander Resch · Alemania        | Sebastian Schmidt · André Forker · Alemania          | Christian Oberstolz · Patrick Gruber · Italia                                                      |
| XLI     | 2008        | Cesana · ( Italia)                                 | Christian Oberstolz · Patrick Gruber · Italia      | Andreas Linger · Wolfgang Linger · Austria           | Patric Leitner · Alexander Resch · Alemania · Gerhard Plankensteiner · Oswald Haselrieder · Italia |
| XLII    | 2010        | Sigulda ( Letonia)                                 | Andreas Linger · Wolfgang Linger · Austria         | Tobias Wendl · Tobias Arlt · Alemania                | Tobias Schiegl · Markus Schiegl · Austria                                                          |
| XLIII   | 2012        | Paramonovo · ( Rusia)                              | Peter Penz · Georg Fischler · Austria              | Tobias Wendl · Tobias Arlt · Alemania                | Toni Eggert · Sascha Benecken · Alemania                                                           |
| XLIV    | 2013        | Oberhof · ( Alemania)                              | Toni Eggert · Sascha Benecken · Alemania           | Tobias Wendl · Tobias Arlt · Alemania                | Peter Penz · Georg Fischler · Austria                                                              |
| XLV     | 2014        | Sigulda ( Letonia)                                 | Christian Oberstolz · Patrick Gruber · Italia      | Vladislav Yuzhakov · Vladimir Majnutin · Rusia       | Andreas Linger · Wolfgang Linger · Austria                                                         |
| XLVI    | 2015        | Sochi · ( Rusia)                                   | Tobias Wendl · Tobias Arlt · Alemania              | Peter Penz · Georg Fischler · Austria                | Andris Šics Juris Šics Letonia                                                                     |
| XLVII   | 2016        | Altenberg · ( Alemania)                            | Toni Eggert · Sascha Benecken · Alemania           | Tobias Wendl · Tobias Arlt · Alemania                | Peter Penz · Georg Fischler · Austria                                                              |
| XLVIII  | 2017        | Königssee · ( Alemania)                            | Tobias Wendl · Tobias Arlt · Alemania              | Toni Eggert · Sascha Benecken · Alemania             | Robin Geueke · David Gamm · Alemania                                                               |
| XLIX    | 2018        | Sigulda ( Letonia)                                 | Toni Eggert · Sascha Benecken · Alemania           | Andris Šics Juris Šics Letonia                       | Tobias Wendl · Tobias Arlt · Alemania                                                              |
| L       | 2019        | Oberhof · ( Alemania)                              | Tobias Wendl · Tobias Arlt · Alemania              | Toni Eggert · Sascha Benecken · Alemania             | Andris Šics Juris Šics Letonia                                                                     |
| LI      | 2020        | Lillehammer · ( Noruega)                           | Alexandr Denisiev · Vladislav Antonov · Rusia      | Thomas Steu · Lorenz Koller · Austria                | Vladislav Yuzhakov · Yuri Projorov · Rusia                                                         |
| LII     | 2021        | Sigulda ( Letonia)                                 | Andris Šics Juris Šics Letonia                     | Tobias Wendl · Tobias Arlt · Alemania                | Mārtiņš Bots Roberts Plūme Letonia                                                                 |
| LIII    | 2022        | St. Moritz · ( Suiza)                              | Toni Eggert · Sascha Benecken · Alemania           | Tobias Wendl · Tobias Arlt · Alemania                | Mārtiņš Bots Roberts Plūme Letonia                                                                 |
| LIV     | 2023        | Sigulda ( Letonia)                                 | Tobias Wendl · Tobias Arlt · Alemania              | Mārtiņš Bots Roberts Plūme Letonia                   | Eduards Ševics-Mikeļševics Lūkass Krasts Letonia                                                   |
| LV      | 2024        | Igls · ( Austria)                                  | Thomas Steu · Wolfgang Kindl · Austria             | Mārtiņš Bots Roberts Plūme Letonia                   | Tobias Wendl · Tobias Arlt · Alemania                                                              |
| LVI     | 2025        | Winterberg · ( Alemania)                           | Tobias Wendl · Tobias Arlt · Alemania              | Juri Gatt · Riccardo Schöpf · Austria                | Yannick Müller · Armin Frauscher · Austria                                                         |

#### Medallero histórico
- Actualizado a Winterberg 2025.

| Núm. | País           | Oro | Plata | Bronce | Total |
| ---- | -------------- | --- | ----- | ------ | ----- |
| 1    | Alemania       | 33  | 28    | 15     | 76    |
| 2    | Austria        | 13  | 15    | 17     | 45    |
| 3    | Italia         | 7   | 6     | 6      | 19    |
| 4    | Rusia          | 2   | 1     | 4      | 7     |
| 5    | Letonia        | 1   | 3     | 5      | 9     |
| 6    | Checoslovaquia | 0   | 2     | 7      | 9     |
| 7    | Noruega        | 0   | 1     | 0      | 1     |
| 8    | Polonia        | 0   | 0     | 3      | 3     |
|      | TOTAL          | 56  | 56    | 57     | 169   |

### Femenino individual
| Núm.    | Año         | Sede                                               | Oro                                                | Plata                                              | Bronce                                             |
| ------- | ----------- | -------------------------------------------------- | -------------------------------------------------- | -------------------------------------------------- | -------------------------------------------------- |
| I       | 1914        | No celebrado                                       | No celebrado                                       | No celebrado                                       | No celebrado                                       |
|         | 1915 – 1919 | No realizados a causa de la Primera Guerra Mundial | No realizados a causa de la Primera Guerra Mundial | No realizados a causa de la Primera Guerra Mundial | No realizados a causa de la Primera Guerra Mundial |
|         | 1920 – 1927 | Cancelados                                         | Cancelados                                         | Cancelados                                         | Cancelados                                         |
| II      | 1928        | Schreiberhau · ( Alemania)                         | Hilde Raupach · Alemania                           | Margarete Wolff · Alemania                         | Else Hansch · Austria                              |
| III     | 1929        | Semmering · ( Austria)                             | Lotte Embacher · Austria                           | Christa Klecker · Austria                          | Fanny Altendorfer · Alemania                       |
|         | 1930 – 1933 | Cancelados                                         | Cancelados                                         | Cancelados                                         | Cancelados                                         |
| IV      | 1934        | Ilmenau · ( Alemania)                              | Hanni Finková Checoslovaquia                       | Adela Raimannová Checoslovaquia                    | Gertrude Porsche-Schinkeová Checoslovaquia         |
| V       | 1935        | Krynica · ( Polonia)                               | Hanni Finková Checoslovaquia                       | Liselotte Hopfer Alemania                          | Gertrude Porsche-Schinkeová Checoslovaquia         |
| VI      | 1937        | Oslo · ( Noruega)                                  | Titti Maartmann · Noruega                          | Liv Jensen · Noruega                               | Helen Galtung · Noruega                            |
| VII     | 1938        | Salzburg · ( Austria)                              | Friedel Tietze Alemania                            | Waltraud Grassl Checoslovaquia                     | Hanni Finková Checoslovaquia                       |
| VIII    | 1939        | Reichenberg ( Alemania)                            | Friedel Tietze Alemania                            | Waltraud Grassl Checoslovaquia                     | Hanni Finková Checoslovaquia                       |
|         | 1940 – 1950 | No realizados a causa de la Segunda Guerra Mundial | No realizados a causa de la Segunda Guerra Mundial | No realizados a causa de la Segunda Guerra Mundial | No realizados a causa de la Segunda Guerra Mundial |
| IX      | 1951        | Igls · ( Austria)                                  | Carla Kienzl · Austria                             | Hilde Sturm · Austria                              | Maria Isser · Austria                              |
| X       | 1952        | Garmisch-Partenkirchen ( RFA)                      | Maria Isser · Austria                              | Erika Schiller RFA                                 | Rosa Perz · Austria                                |
| XI      | 1953        | Cortina d'Ampezzo · ( Italia)                      | Maria Isser · Austria                              | Liesl Seewald · Austria                            | Rosa Lesser · Austria                              |
| XII     | 1954        | Davos · ( Suiza)                                   | Maria Isser · Austria                              | Carla Kienzl · Austria                             | Lotte Scheimpflug · Italia                         |
| XIII    | 1955        | Hahnenklee ( RFA)                                  | Maria Isser · Austria                              | Carla Kienzl · Austria                             | Erika Leitner · Italia                             |
| XIV     | 1956        | Imst · ( Austria)                                  | Elly Lieber · Austria                              | Maria Isser · Austria                              | Lotte Scheimpflug · Italia                         |
|         | 1957 – 1961 | Cancelados                                         | Cancelados                                         | Cancelados                                         | Cancelados                                         |
| XV      | 1962        | Weissenbach · ( Austria)                           | Irena Pawełczyk · Polonia                          | Helene Thurner · Austria                           | Gerda Rieser-Cegnar · Austria                      |
|         | 1963 – 1966 | Cancelados                                         | Cancelados                                         | Cancelados                                         | Cancelados                                         |
| XVI     | 1967        | Königssee ( RFA)                                   | Christa Schmuck RFA                                | Angelika Dünhaupt RFA                              | Helena Macher · Polonia                            |
|         | 1968 – 1969 | Cancelados                                         | Cancelados                                         | Cancelados                                         | Cancelados                                         |
| XVII    | 1970        | Hammarstrand · ( Suecia)                           | Anna-Maria Müller RDA                              | Angela Knösel RDA                                  | Christa Schmuck RFA                                |
| XVIII   | 1971        | Imst · ( Austria)                                  | Erika Lechner · Italia                             | Angela Knösel RDA                                  | Barbara Piecha · Polonia                           |
| XIX     | 1972        | Königssee ( RFA)                                   | Ute Rührold RDA                                    | Elisabeth Demleitner RFA                           | Anna-Maria Müller RDA                              |
| XX      | 1973        | Königssee ( RFA)                                   | Margit Schumann RDA                                | Ute Rührold RDA                                    | Eva-Maria Wernicke RDA                             |
| XXI     | 1974        | Imst · ( Austria)                                  | Margit Schumann RDA                                | Halina Kanasz · Polonia                            | Ute Rührold RDA                                    |
| XXII    | 1975        | Valdaora · ( Italia)                               | Margit Schumann RDA                                | Eva-Maria Wernicke RDA                             | Halina Kanasz · Polonia                            |
| XXIII   | 1976        | Hammarstrand · ( Suecia)                           | Vera Zozulia URSS                                  | Agneta Lindskog · Suecia                           | Halina Biegun · Polonia                            |
| XXIV    | 1977        | Königssee ( RFA)                                   | Elisabeth Demleitner RFA                           | Margit Schumann RDA                                | Margit Graf · Austria                              |
| XXV     | 1978        | Hammarstrand · ( Suecia)                           | Elisabeth Demleitner RFA                           | Anna Mayevskaya URSS                               | Vera Zozulia URSS                                  |
| XXVI    | 1979        | Oberhof ( RDA)                                     | Melitta Sollmann RDA                               | Ilona Brand RDA                                    | Margit Schumann RDA                                |
| XXVII   | 1980        | Valdaora · ( Italia)                               | Melitta Sollmann RDA                               | Marie-Luise Rainer · Italia                        | Ilona Brand RDA                                    |
| XXVIII  | 1982        | Winterberg ( RFA)                                  | Bettina Schmidt RDA                                | Steffi Martin RDA                                  | Melitta Sollmann RDA                               |
| XXIX    | 1984        | Valdaora · ( Italia)                               | Monika Auer · Italia                               | Heike Popel RDA                                    | Cerstin Schmidt RDA                                |
| XXX     | 1986        | Hammarstrand · ( Suecia)                           | Cerstin Schmidt RDA                                | Steffi Martin RDA                                  | Ute Weiß RDA                                       |
| XXXI    | 1988        | Königssee ( RFA)                                   | Ute Oberhoffner RDA                                | Veronika Bilgeri RFA                               | Cerstin Schmidt RDA                                |
| XXXII   | 1990        | Igls · ( Austria)                                  | Susi Erdmann RDA                                   | Gerda Weissensteiner · Italia                      | Jana Bode RFA                                      |
| XXXIII  | 1992        | Winterberg · ( Alemania)                           | Susi Erdmann · Alemania                            | Sylke Otto · Alemania                              | Angelika Neuner · Austria                          |
| XXXIV   | 1994        | Königssee · ( Alemania)                            | Gerda Weissensteiner · Italia                      | Jana Bode · Alemania                               | Gabriele Kohlisch · Alemania                       |
| XXXV    | 1996        | Sigulda ( Letonia)                                 | Jana Bode · Alemania                               | Gabriele Kohlisch · Alemania                       | Andrea Tagwerker · Austria                         |
| XXXVI   | 1998        | Oberhof · ( Alemania)                              | Silke Kraushaar · Alemania                         | Andrea Tagwerker · Austria                         | Susi Erdmann · Alemania                            |
| XXXVII  | 2000        | Winterberg · ( Alemania)                           | Sylke Otto · Alemania                              | Silke Kraushaar · Alemania                         | Barbara Niedernhuber · Alemania                    |
| XXXVIII | 2002        | Altenberg · ( Alemania)                            | Sylke Otto · Alemania                              | Silke Kraushaar · Alemania                         | Barbara Niedernhuber · Alemania                    |
| XXXIX   | 2004        | Oberhof · ( Alemania)                              | Silke Kraushaar · Alemania                         | Tatjana Hüfner · Alemania                          | Sylke Otto · Alemania                              |
| XL      | 2006        | Winterberg · ( Alemania)                           | Silke Kraushaar · Alemania                         | Tatjana Hüfner · Alemania                          | Barbara Niedernhuber · Alemania                    |
| XLI     | 2008        | Cesana · ( Italia)                                 | Natalie Geisenberger · Alemania                    | Silke Kraushaar · Alemania                         | Veronika Halder · Austria                          |
| XLII    | 2010        | Sigulda ( Letonia)                                 | Tatiana Ivanova · Rusia                            | Corinna Martini · Alemania                         | Nina Reithmayer · Austria                          |
| XLIII   | 2012        | Paramonovo · ( Rusia)                              | Tatiana Ivanova · Rusia                            | Tatjana Hüfner · Alemania                          | Corinna Martini · Alemania                         |
| XLIV    | 2013        | Oberhof · ( Alemania)                              | Natalie Geisenberger · Alemania                    | Tatjana Hüfner · Alemania                          | Anke Wischnewski · Alemania                        |
| XLV     | 2014        | Sigulda ( Letonia)                                 | Natalia Joreva · Rusia                             | Tatiana Ivanova · Rusia                            | Dajana Eitberger · Alemania                        |
| XLVI    | 2015        | Sochi · ( Rusia)                                   | Dajana Eitberger · Alemania                        | Natalie Geisenberger · Alemania                    | Tatiana Ivanova · Rusia                            |
| XLVII   | 2016        | Altenberg · ( Alemania)                            | Tatjana Hüfner · Alemania                          | Elīza Cauce Letonia                                | Tatiana Ivanova · Rusia                            |
| XLVIII  | 2017        | Königssee · ( Alemania)                            | Natalie Geisenberger · Alemania                    | Tatiana Ivanova · Rusia                            | Tatjana Hüfner · Alemania                          |
| XLIX    | 2018        | Sigulda ( Letonia)                                 | Tatiana Ivanova · Rusia                            | Natalie Geisenberger · Alemania                    | Sandra Robatscher · Italia                         |
| L       | 2019        | Oberhof · ( Alemania)                              | Natalie Geisenberger · Alemania                    | Tatjana Hüfner · Alemania                          | Dajana Eitberger · Alemania                        |
| LI      | 2020        | Lillehammer · ( Noruega)                           | Tatiana Ivanova · Rusia                            | Julia Taubitz · Alemania                           | Viktoriya Demchenko · Rusia                        |
| LII     | 2021        | Sigulda ( Letonia)                                 | Tatiana Ivanova · Rusia                            | Natalie Geisenberger · Alemania                    | Viktoriya Demchenko · Rusia                        |
| LIII    | 2022        | St. Moritz · ( Suiza)                              | Natalie Geisenberger · Alemania                    | Madeleine Egle · Austria                           | Elīna Vītola Letonia                               |
| LIV     | 2023        | Sigulda ( Letonia)                                 | Anna Berreiter · Alemania                          | Dajana Eitberger · Alemania                        | Elīna Vītola Letonia                               |
| LV      | 2024        | Igls · ( Austria)                                  | Madeleine Egle · Austria                           | Julia Taubitz · Alemania                           | Anna Berreiter · Alemania                          |
| LVI     | 2025        | Winterberg · ( Alemania)                           | Julia Taubitz · Alemania                           | Madeleine Egle · Austria                           | Lisa Schulte · Austria                             |

#### Medallero histórico
- Actualizado a Winterberg 2025.

| Núm. | País           | Oro | Plata | Bronce | Total |
| ---- | -------------- | --- | ----- | ------ | ----- |
| 1    | Alemania       | 33  | 33    | 24     | 90    |
| 2    | Austria        | 8   | 10    | 11     | 29    |
| 3    | Rusia          | 7   | 3     | 5      | 15    |
| 4    | Italia         | 3   | 2     | 4      | 9     |
| 5    | Checoslovaquia | 2   | 3     | 4      | 9     |
| 6    | Polonia        | 1   | 1     | 4      | 6     |
| 7    | Noruega        | 1   | 1     | 1      | 3     |
| 8    | Letonia        | 0   | 1     | 2      | 3     |
| 9    | Suecia         | 0   | 1     | 0      | 1     |
|      | TOTAL          | 55  | 55    | 55     | 165   |

### Femenino doble
| Núm.   | Año         | Sede                     | Oro                                                | Plata                                              | Bronce                                             |
| ------ | ----------- | ------------------------ | -------------------------------------------------- | -------------------------------------------------- | -------------------------------------------------- |
| I-LIII | 1914 – 2022 | No realizados            | No realizados                                      | No realizados                                      | No realizados                                      |
| LIV    | 2023        | Sigulda ( Letonia)       | Andrea Vötter · Marion Oberhofer · Italia          | Anda Upīte Sanija Ozoliņa Letonia                  | Jessica Degenhardt · Cheyenne Rosenthal · Alemania |
| LV     | 2024        | Igls · ( Austria)        | Jessica Degenhardt · Cheyenne Rosenthal · Alemania | Andrea Vötter · Marion Oberhofer · Italia          | Marta Robežniece Kitija Bogdanova Letonia          |
| LVI    | 2025        | Winterberg · ( Alemania) | Selina Egle · Lara Kipp · Austria                  | Jessica Degenhardt · Cheyenne Rosenthal · Alemania | Andrea Vötter · Marion Oberhofer · Italia          |

#### Medallero histórico
- Actualizado a Winterberg 2025.

| Núm. | País     | Oro | Plata | Bronce | Total |
| ---- | -------- | --- | ----- | ------ | ----- |
| 1    | Alemania | 1   | 1     | 1      | 3     |
| 1    | Italia   | 1   | 1     | 1      | 3     |
| 3    | Austria  | 1   | 0     | 0      | 1     |
| 4    | Letonia  | 0   | 1     | 1      | 2     |
|      | TOTAL    | 3   | 3     | 3      | 9     |

### Equipos
| Núm.  | Año  | Sede                     | Oro | Plata | Bronce |
| ----- | ---- | ------------------------ | --- | --- | --- |
| I     | 1988 | Königssee ( RFA)         | Georg Hackl Johannes Schettel Kerstin Langkopf Veronika Bilgeri Thomas Schwab Wolfgang Staudinger RFA              | Michael Walter Jens Müller Cerstin Schmidt Ute Oberhoffner Marco Ernst Olaf Paschold RDA                                | Norbert Huber · Paul Hildgartner · Marie-Luise Rainer · Gerda Weissensteiner · Hansjörg Raffl · Italia                            |
| II    | 1990 | Igls · ( Austria)        | Jens Müller René Friedl Susi Erdmann Sylke Otto Jörg Hoffmann Jochen Pietzsch RDA                                  | Georg Hackl Johannes Schettel Jana Bode Margit Paar Stefan Ilsanker RFA                                                 | Arnold Huber · Norbert Huber · Gerda Weissensteiner · Natalie Obkircher · Hansjörg Raffl · Italia                                 |
| III   | 1992 | Winterberg · ( Alemania) | Georg Hackl · René Friedl · Susi Erdmann · Sylke Otto · Yves Mankel · Thomas Rudolph · Alemania                    | Markus Prock · Robert Manzenreiter · Angelika Neuner · Andrea Tagwerker · Gerhard Gleirscher · Markus Schmidt · Austria | Norbert Huber · Oswald Haselrieder · Natalie Obkircher · Anja Plaikner · Hansjörg Raffl · Italia                                  |
| IV    | 1994 | Königssee · ( Alemania)  | Armin Zöggeler · Norbert Huber · Gerda Weissensteiner · Natalie Obkircher · Kurt Brugger · Wilfried Huber · Italia | Georg Hackl · René Friedl · Jana Bode · Gabriele Kohlisch · Yves Mankel · Thomas Rudolph · Alemania                     | Markus Prock · Markus Schmidt · Doris Neuner · Andrea Tagwerker · Tobias Schiegl · Markus Schiegl · Austria                       |
| V     | 1996 | Sigulda ( Letonia)       | Jens Müller · Georg Hackl · Jana Bode · Susi Erdmann · Stefan Krauße · Jan Behrendt · Alemania                     | Markus Prock · Markus Schmidt · Angelika Neuner · Andrea Tagwerker · Tobias Schiegl · Markus Schiegl · Austria          | Armin Zöggeler · Wilfried Huber · Gerda Weissensteiner · Natalie Obkircher · Gerhard Plankensteiner · Oswald Haselrieder · Italia |
| VI    | 1998 | Oberhof · ( Alemania)    | Jens Müller · Karsten Albert · Susi Erdmann · Silke Kraushaar · Stefan Krauße · Jan Behrendt · Alemania            | Armin Zöggeler · Norbert Huber · Natalie Obkircher · Gerda Weissensteiner · Kurt Brugger · Wilfried Huber · Italia      | Markus Prock · Markus Kleinheinz · Angelika Neuner · Andrea Tagwerker · Tobias Schiegl · Markus Schiegl · Austria                 |
| VII   | 2000 | Winterberg · ( Alemania) | Georg Hackl · Sylke Otto · Patric Leitner · Alexander Resch · Alemania                                             | Karsten Albert · Sonja Wiedemann · Steffen Skel · Steffen Wöller · Alemania                                             | Armin Zöggeler · Natalie Obkircher · Gerhard Plankensteiner · Oswald Haselrieder · Italia                                         |
| VIII  | 2002 | Altenberg · ( Alemania)  | Georg Hackl · Silke Kraushaar · Steffen Skel · Steffen Wöller · Alemania                                           | Denis Geppert · Sylke Otto · Patric Leitner · Alexander Resch · Alemania                                                | Markus Prock · Angelika Neuner · Tobias Schiegl · Markus Schiegl · Austria                                                        |
| IX    | 2004 | Oberhof · ( Alemania)    | Jan Eichhorn · Silke Kraushaar · Steffen Skel · Steffen Wöller · Alemania                                          | Armin Zöggeler · Anastasia Oberstolz-Antonova · Christian Oberstolz · Patrick Gruber · Italia                           | Martin Abentung · Veronika Halder · Andreas Linger · Wolfgang Linger · Austria                                                    |
| X     | 2006 | Winterberg · ( Alemania) | David Möller · Silke Kraushaar · Steffen Skel · Steffen Wöller · Alemania                                          | Armin Zöggeler · Anastasia Oberstolz-Antonova · Christian Oberstolz · Patrick Gruber · Italia                           | Mārtiņš Rubenis Anna Orlova Juris Šics Andris Šics Letonia                                                                        |
| XI    | 2008 | Cesana · ( Italia)       | Mārtiņš Rubenis Maija Tīruma Juris Šics Andris Šics Letonia                                                        | Martin Abentung · Veronika Halder · Andreas Linger · Wolfgang Linger · Austria                                          | Armin Zöggeler · Sandra Gasparini · Gerhard Plankensteiner · Oswald Haselrieder · Italia                                          |
| XII   | 2010 | Sigulda ( Letonia)       | Anna Orlova Mārtiņš Rubenis Juris Šics Andris Šics Letonia                                                         | Veronika Halder · Wolfgang Kindl · Andreas Linger · Wolfgang Linger · Austria                                           | Corinna Martini · Johannes Ludwig · Tobias Wendl · Tobias Arlt · Alemania                                                         |
| XIII  | 2012 | Paramonovo · ( Rusia)    | Tatiana Ivanova · Albert Demchenko · Vladislav Yuzhakov · Vladimir Majnutin · Rusia                                | Tatjana Hüfner · Andi Langenhan · Tobias Wendl · Tobias Arlt · Alemania                                                 | Sandra Gasparini · Armin Zöggeler · Christian Oberstolz · Patrick Gruber · Italia                                                 |
| XIV   | 2013 | Oberhof · ( Alemania)    | Natalie Geisenberger · Felix Loch · Toni Eggert · Sascha Benecken · Alemania                                       | Sandra Gasparini · Armin Zöggeler · Christian Oberstolz · Patrick Gruber · Italia                                       | Tatiana Ivanova · Albert Demchenko · Vladislav Yuzhakov · Vladimir Majnutin · Rusia                                               |
| XV    | 2014 | Sigulda ( Letonia)       | Natalia Joreva · Albert Demchenko · Vladislav Yuzhakov · Vladimir Majnutin · Rusia                                 | Elīza Tīruma Mārtiņš Rubenis Andris Šics Juris Šics Letonia                                                             | Sandra Gasparini · Armin Zöggeler · Christian Oberstolz · Patrick Gruber · Italia                                                 |
| XVI   | 2015 | Sochi · ( Rusia)         | Dajana Eitberger · Felix Loch · Tobias Wendl · Tobias Arlt · Alemania                                              | Tatiana Ivanova · Semion Pavlichenko · Alexandr Denisiev · Vladislav Antonov · Rusia                                    | Elīza Tīruma Inārs Kivlenieks Andris Šics Juris Šics Letonia                                                                      |
| XVII  | 2016 | Altenberg · ( Alemania)  | Tatjana Hüfner · Felix Loch · Toni Eggert · Sascha Benecken · Alemania                                             | Elīza Cauce Artūrs Dārznieks Andris Šics Juris Šics Letonia                                                             | Tatiana Ivanova · Roman Repilov · Alexandr Denisiev · Vladislav Antonov · Rusia                                                   |
| XVIII | 2017 | Königssee · ( Alemania)  | Natalie Geisenberger · Ralf Palik · Tobias Wendl · Tobias Arlt · Alemania                                          | Miriam Kastlunger · Wolfgang Kindl · Thomas Steu · Lorenz Koller · Austria                                              | Elīza Cauce Artūrs Dārznieks Andris Šics Juris Šics Letonia                                                                       |
| XIX   | 2018 | Sigulda ( Letonia)       | Tatiana Ivanova · Semion Pavlichenko · Alexandr Denisiev · Vladislav Antonov · Rusia                               | Natalie Geisenberger · Felix Loch · Toni Eggert · Sascha Benecken · Alemania                                            | Kendija Aparjode Inārs Kivlenieks Andris Šics Juris Šics Letonia                                                                  |
| XX    | 2019 | Oberhof · ( Alemania)    | Andrea Vötter · Dominik Fischnaller · Ivan Nagler · Fabian Malleier · Italia                                       | Natalie Geisenberger · Johannes Ludwig · Tobias Wendl · Tobias Arlt · Alemania                                          | Elīza Cauce Inārs Kivlenieks Andris Šics Juris Šics Letonia                                                                       |
| XXI   | 2020 | Lillehammer · ( Noruega) | Madeleine Egle · David Gleirscher · Thomas Steu · Lorenz Koller · Austria                                          | Andrea Vötter · Dominik Fischnaller · Ivan Nagler · Fabian Malleier · Italia                                            | Ulla Zirne Kristers Aparjods Andris Šics Juris Šics Letonia                                                                       |
| XXII  | 2021 | Sigulda ( Letonia)       | Tatiana Ivanova · Semion Pavlichenko · Vsevolod Kashkin · Konstantin Korshunov · Rusia                             | Elīza Tīruma Artūrs Dārznieks Andris Šics Juris Šics Letonia                                                            | Natalie Geisenberger · Felix Loch · Tobias Wendl · Tobias Arlt · Alemania                                                         |
| XXIII | 2022 | St. Moritz · ( Suiza)    | Elīna Vītola Kristers Aparjods Mārtiņš Bots Roberts Plūme Letonia                                                  | Natalie Geisenberger · Johannes Ludwig · Toni Eggert · Sascha Benecken · Alemania                                       | Tatiana Ivanova · Roman Repilov · Andrei Bogdanov · Yuri Projorov · Rusia                                                         |
| XXIV  | 2023 | Sigulda ( Letonia)       | Elīna Vītola Kristers Aparjods Mārtiņš Bots Roberts Plūme Letonia                                                  | Anna Berreiter · Max Langenhan · Tobias Wendl · Tobias Arlt · Alemania                                                  | Sandra Robatscher · Dominik Fischnaller · Emanuel Rieder · Simon Kainzwaldner · Italia                                            |
| XXV   | 2024 | Igls · ( Austria)        | Madeleine Egle · Jonas Müller · Thomas Steu · Wolfgang Kindl · Selina Egle · Lara Kipp · Austria                   | Julia Taubitz · Max Langenhan · Tobias Wendl · Tobias Arlt · Jessica Degenhardt · Cheyenne Rosenthal · Alemania         | Verena Hofer · Dominik Fischnaller · Emanuel Rieder · Simon Kainzwaldner · Andrea Vötter · Marion Oberhofer · Italia              |
| XXVI  | 2025 | Winterberg · ( Alemania) | Madeleine Egle · Jonas Müller · Juri Gatt · Riccardo Schöpf · Selina Egle · Lara Kipp · Austria                    | Julia Taubitz · Max Langenhan · Tobias Wendl · Tobias Arlt · Jessica Degenhardt · Cheyenne Rosenthal · Alemania         | Verena Hofer · Dominik Fischnaller · Ivan Nagler · Fabian Malleier · Andrea Vötter · Marion Oberhofer · Italia                    |

#### Medallero histórico
- Actualizado a Winterberg 2025.

| Núm. | País     | Oro | Plata | Bronce | Total |
| ---- | -------- | --- | ----- | ------ | ----- |
| 1    | Alemania | 13  | 12    | 2      | 27    |
| 2    | Letonia  | 4   | 3     | 6      | 13    |
| 3    | Rusia    | 4   | 1     | 3      | 8     |
| 4    | Austria  | 3   | 5     | 4      | 12    |
| 5    | Italia   | 2   | 5     | 11     | 18    |
|      | TOTAL    | 26  | 26    | 26     | 78    |

## Medallero histórico total
- Actualizado a Winterberg 2025.

| Núm. | País           | Oro | Plata | Bronce | Total |
| ---- | -------------- | --- | ----- | ------ | ----- |
| 1    | Alemania       | 107 | 100   | 60     | 267   |
| 2    | Austria        | 37  | 42    | 46     | 125   |
| 3    | Italia         | 20  | 19    | 32     | 71    |
| 4    | Rusia          | 20  | 12    | 15     | 47    |
| 5    | Letonia        | 5   | 9     | 16     | 30    |
| 6    | Checoslovaquia | 5   | 7     | 15     | 27    |
| 7    | Noruega        | 1   | 3     | 2      | 6     |
| 8    | Polonia        | 1   | 2     | 10     | 13    |
| 9    | Suecia         | 0   | 2     | 0      | 2     |
| 10   | Eslovaquia     | 0   | 0     | 1      | 1     |
|      | TOTAL          | 196 | 196   | 197    | 589   |

1. 1 2 3 4 5  Incluye las medallas obtenidas por la RFA y la RDA entre 1949 y 1990.
2. 1 2 3 4  Incluye las medallas obtenidas por la URSS.